# Paepalanthus comans
Paepalanthus comans är en gräsväxtart som beskrevs av Silveira. Paepalanthus comans ingår i släktet Paepalanthus och familjen Eriocaulaceae. Inga underarter finns listade i Catalogue of Life.